# Сероконверсія
В імунології сероконверсія — це утворення специфічних антитіл в сироватці крові в результаті інфекції або імунізації. Після сероконверсії антитіла можуть бути виявлені в аналізах крові на захворювання. Під час інфекції або імунізації антигени потрапляють в кров, і імунна система починає виробляти антитіла у відповідь. До сероконверсії сам антиген може бути виявлений або невиявлений, але антитіло, за визначенням, відсутнє. Під час сероконверсії антитіло присутнє, але ще не виявляється.

## Механізм
Фізична структура антитіла дозволяє йому зв'язуватися з певним антигеном, утворюючи комплекс. Завдяки цьому зв'язуванню, якщо кількість антигену і антитіла в крові однакове, кожна молекула буде перебувати в комплексі і не буде виявлятися стандартними методами. Антитіло або антиген можна виявити в крові тільки тоді, коли одного з них більше, ніж іншого.
На ранніх стадіях інфекції молекули антигену перевищують кількість молекул антитіл, і в організмі залишається непов'язаний антиген, який можна виявити, в той час як всі молекули антитіл пов'язані. Після сероконверсії антитіл стає більше, ніж антигену, тому виявляється вільна кількість антитіл, в той час як весь антиген пов'язаний і не виявляється.

## Термінологія
Під час сероконверсії, коли кількість антитіл і антигену дуже схоже, може виявитися неможливим виявити вільний антиген або вільне антитіло. Це може дати помилково негативний результат при тестуванні на інфекцію. Цей час називається періодом вікна.
Серологія (тестування на антитіла) використовується для визначення наявності специфічних антитіл в крові організму. Серостатус — це термін, що позначає наявність або відсутність певних антитіл в крові людини. До сероконверсії аналіз крові є серонегативним для антитіла; після сероконверсії аналіз крові є серопозитивним для антитіла.
Слово «сероконверсія» часто використовується по відношенню до аналізу крові на наявність анти-ВІЛ-антитіл. Зокрема, «сероконверсія» використовується для позначення процесу «становлення ВІЛ-позитивним».
В епідеміології сероконверсія часто використовується по відношенню до спостереження за еволюцією вірусу від господаря або резервуара до людської популяції на основі аналізу архівних зразків крові людини, взятих у інфікованих господарів до епідемії, і порівняння зі зразками, взятими у інфікованих господарів на більш пізніх стадіях епідемії.
Серореверсія є протилежністю сероконверсії. Це коли тести більше не можуть виявити антитіла в сироватці крові пацієнта.

## Довідка
Імунна система зберігає імунологічну пам'ять про патогенні інфекційні, щоб полегшити їх раннє виявлення і забезпечити захисний імунітет проти повторного зараження. Це пояснює, чому багато дитячих хвороб ніколи не повторюються в дорослому віці (а коли вони повторюються, це зазвичай свідчить про імуносупресії).
Звичайно потрібно кілька днів, щоб В-клітини почали виробляти антитіла. У початковій (первинній) фазі інфекції виробляються низькоафінні антитіла імуноглобулін M (IgM), а в міру того, як їх рівень знижується (і стає невиявний), рівень імуноглобуліну G (IgG) підвищується і залишається що виявляти. Перемикання класів імуноглобулінів часто призводить до того, що В-клітини, що виробляють IgM, переключаються на В-клітини, що виробляють IgG.
При повторному зараженні антитіла IgM зазвичай не підвищуються, але рівень IgG збільшується. Таким чином, підвищений титр IgM вказує на недавню первинну інфекцію, а наявність IgG свідчить про перенесену інфекцію або імунізацію.
(SARS-CoV-2, вірус, що викликає COVID-19) іноді не відповідає звичайній схемі, при цьому IgM іноді з'являється після IgG, разом з IgG або не виникає взагалі. Зазвичай, однак, середнє виявлення IgM відбувається через 5 днів після початку симптомів, а IgG виявляється в середньому через 14 днів після початку симптомів.